# Équipe du Canada féminine de rugby à XV à la Coupe du monde 2006
L'Équipe du Canada de rugby à XV féminin à la Coupe du monde 2006 termine quatrième de la compétition, après avoir été battue par l'équipe de France lors de la petite finale, et d'abord par l'Angleterre en demi-finale.

## Résultats

### Poule C
Le Canada termine premier de son groupe, troisième au classement global et se qualifie pour les demi-finales.
| Rang | Pays   | J | V | N | D | Em | Ee | Bo | Bd | Pm  | Pe | Diff | Pts |
| ---- | ------ | - | - | - | - | -- | -- | -- | -- | --- | -- | ---- | --- |
| 1    | Canada | 3 | 2 | 0 | 1 | 21 | 11 | 2  | 0  | 131 | 71 | +60  | 10  |
| 2    | Écosse | 3 | 2 | 0 | 1 | 8  | 6  | 2  | 0  | 56  | 38 | +18  | 10  |
| 3    | Samoa  | 3 | 1 | 0 | 2 | 5  | 11 | 0  | 1  | 32  | 69 | -37  | 5   |

|  | qualifié pour les demi-finales (no 1). |

### Premier Tour
| 31 août 2006 | Nouvelle-Zélande | 66 – 7 (24 – 7) | Canada                                                       | Ellerslie Rugby Park, Edmonton Arbitre : George Ayoub |
| 31 août 2006 | Essai(s) : Richardson 3 (2e, 25e, 53e), Mortimer (7e), Ruscoe 2 (19e, 58e), Maliukaetau (48e), Marsh (66e), Fa'amausili (74e), Manuel (77e) Transformation(s) : Jensen 4 (20e, 26e, 49e, 53e), Ruscoe (58e), Myers 3 (67e, 78e, 78e) |                 | Essai(s) : Sugawara (35e) Transformation(s) : McCallum (36e) | Ellerslie Rugby Park, Edmonton Arbitre : George Ayoub |
| 31 août 2006 | |                 |                                                              | Ellerslie Rugby Park, Edmonton Arbitre : George Ayoub |

| 4 septembre 2006 | Espagne | 0 – 79 (0 – 29) | Canada | Ellerslie Rugby Park, Edmonton Arbitre : Simon McDowell |
| 4 septembre 2006 |         | Essai(s) : Gallo 5 (1re, 8e, 50e, 65e, 72e), Foster (15e), Murray (28e), Eldridge (37e), Moyse 2 (41e, 43e), Heemskerk 2 (47e, 76e), Florence (74e) Transformation(s) : McCallum 5 (29e, 38e, 42e, 44e, 48e), Sugawara 2 (73e, 75e) |        | Ellerslie Rugby Park, Edmonton Arbitre : Simon McDowell |
| 4 septembre 2006 |         | |        | Ellerslie Rugby Park, Edmonton Arbitre : Simon McDowell |

| 8 septembre 2006 | Kazakhstan                 | 5 – 45 (0 – 31) | Canada | Ellerslie Rugby Park, Edmonton Arbitre : Kristina Mellor |
| 8 septembre 2006 | Essai(s) : Balashova (80e) |                 | Essai(s) : Moyse 4 (1re, 3e, 31e, 70e), Murray (9e), Burns (15e), Suguwara (67e) Transformation(s) : McCallum 5 (1re, 10e, 16e, 68e, 70e) | Ellerslie Rugby Park, Edmonton Arbitre : Kristina Mellor |
| 8 septembre 2006 |                            |                 | | Ellerslie Rugby Park, Edmonton Arbitre : Kristina Mellor |

### Demi-finale
| Mardi 12 septembre à Edmonton (Stade Ellerslie Rugby Park) | Angleterre | 20-14 | Canada |

### Match pour la3eplace
| Dimanche 17 septembre à Edmonton (Commonwealth Stadium) | France | 17-8 (mi-temps : 7-0) | Canada |

Arbitre : Sarah Corrigan (Aus) 
- France : 2 essais Estelle Sartini (21), Céline Allainmat (71), 2 transformations et 1 pénalité (55) Christelle Le Duff

- Canada : 1 essai Maria Gallo (67), 1 pénalité Kelly McCallum (58)

- France : Céline Allainmat (Aurélie Cousseau, 74) – Catherine Devillers (Fanny Horta, 19), Lucie Elodie, Dalila Boukerma, Estelle Sartini (cap) – (o) Christelle Le Duff – (m) Julie Pujol (Stéphanie Provost, 59) – Claire Canal (Violaine Aubrée, 69), Delphine Plantet, Aline Sagols – Marie-Charlotte Hebel (Clotilde Flaugère, 41), Maylis Bonnin – Fanny Gelis (Rosa Marcé, 55), Laetitia Salles (Anne-Sophie Canizares, 75), Danièle Irazu

- Canada : Heather Moyse – Maria Gallo, Sarah Ulmer (Kary Steele, 55), Kristy Heemskerk, Julie Foster – (o) Kelly McCallum (cap) – (m) Julia Sugawara (Erin Dance, 79) – Gillian Florence, Katie Murray, Maureen MacMahon (Heather Jaques, 53) – Rania Burns, Dawn MacDonald (Summer Yeo, 63) – Allison Lamoureux (Heather McDonald, 41), Raquel Eldridge, Leslie Cripps

## Statistiques

### Meilleurs marqueurs d'essais
1. Heather Moyse : 7 essais
2. Maria Gallo : 6 essais
3. Julie Foster, Kristy Heemskerk, Katie Murray, Julia Sugawara : 2 essais
4. Rania Burns, Raquel Eldridge, Gillian Florence: 1 essai

### Meilleures réalisatrices
1. Heather Moyse : 35 points
2. Maria Gallo : 30,
3. Kelly McCallum : 29,
4. Julia Sugawara : 14,
5. Julie Foster, Kristy Heemskerk, Katie Murray : 10,
6. Rania Burns, Raquel Eldridge, Gillian Florence: 5.

## Composition
Les joueuses ci-après ont joué pendant cette coupe du monde 2006. Les noms en gras désignent les joueuses qui ont été titularisées le plus souvent.

### Première ligne
- Leslie Cripps (5 matchs, 5 titularisations)
- Raquel Eldridge (5 matchs, 5 titularisations, 1 essai)
- Allison Lamoureux (5 matchs, 1 titularisation)
- Heather McDonald (4 matchs, 4 titularisations)
- Lesley McKenzie (3 matchs, 0 titularisation)

### Deuxième ligne
- Rania Burns (5 matchs, 5 titularisations, 1 essai)
- Megan Gibbs (2 matchs, 1 titularisation)
- Dawn MacDonald (4 matchs, 3 titularisations)
- Summer Yeo (5 matchs, 1 titularisation)

### Troisième ligne
- Gillian Florence (5 matchs, 5 titularisations, 1 essai)
- Heather Jaques (4 matchs, 2 titularisations)
- Maureen MacMahon (4 matchs, 2 titularisations)
- Katie Murray (5 matchs, 5 titularisations, 2 essais)
- Erika Smortchevsky (2 matchs, 1 titularisation)

### Demi de mêlée
- Sommer Christie (0 match, 0 titularisation)
- Erin Dance (3 matchs, 0 titularisation)
- Julia Sugawara (5 matchs, 5 titularisations, 2 essais, 2 transformations)

### Demi d'ouverture
- Kelly McCallum (5 matchs, 5 titularisations, 13 transformations, 1 pénalité)

### Trois-quarts centre
- Kristy Heemskerk (5 matchs, 5 titularisations, 2 essais)
- Anna Schnell (1 match, 0 titularisation)
- Kary Steele (2 matchs, 1 titularisation)
- Sarah Ulmer (5 matchs, 5 titularisations)

### Trois-quarts aile
- Julie Foster (5 matchs, 5 titularisations, 2 essais)
- Maria Gallo (5 matchs, 4 titularisations, 6 essais)

### Arrière
- Mandy Marchak (3 matchs, 1 titularisation)
- Heather Moyse (5 matchs, 4 titularisations, 7 essais)